# Колонная станция мелкого заложения

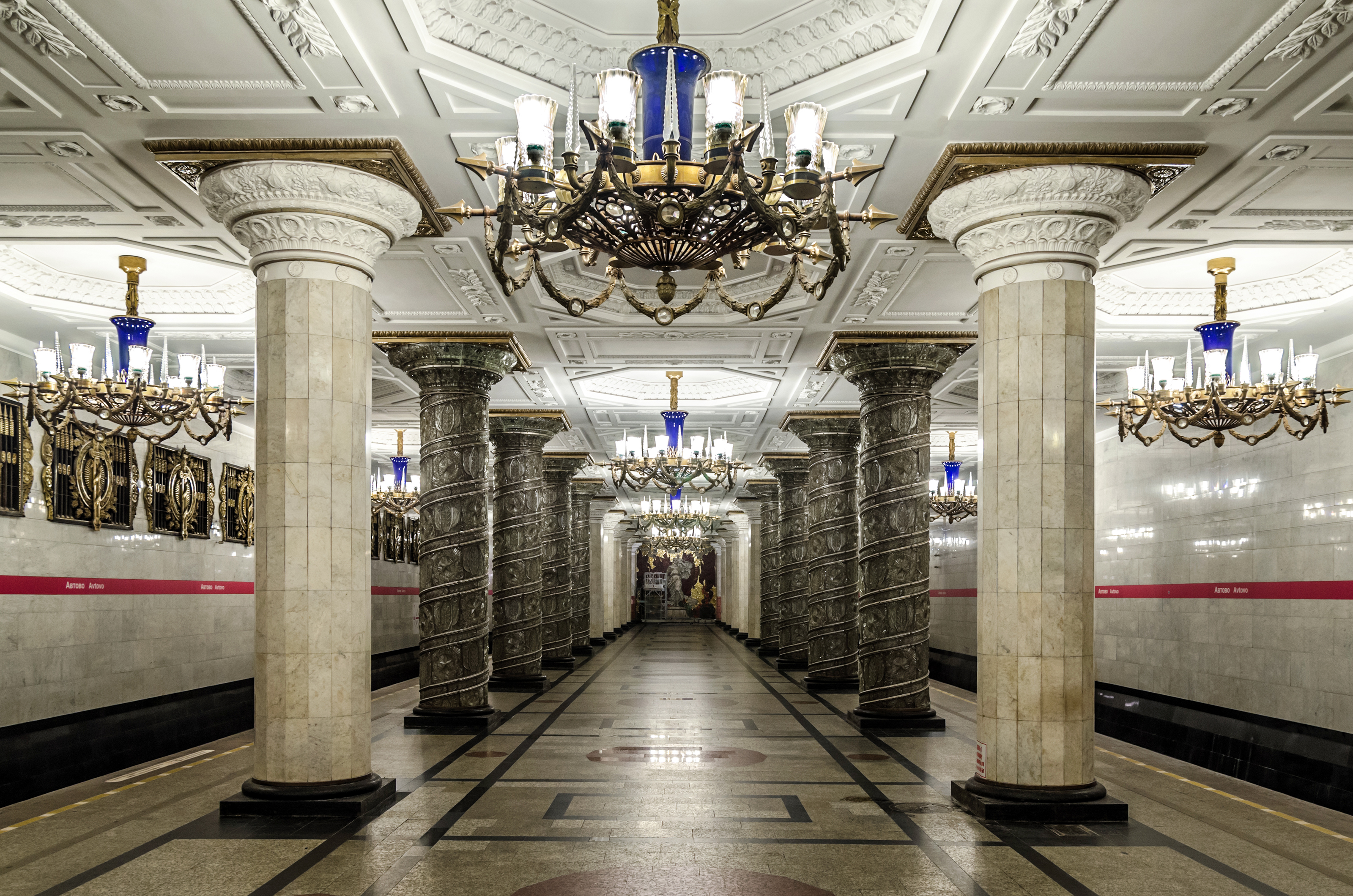
Станция «Автово»
Петербургского метрополитена

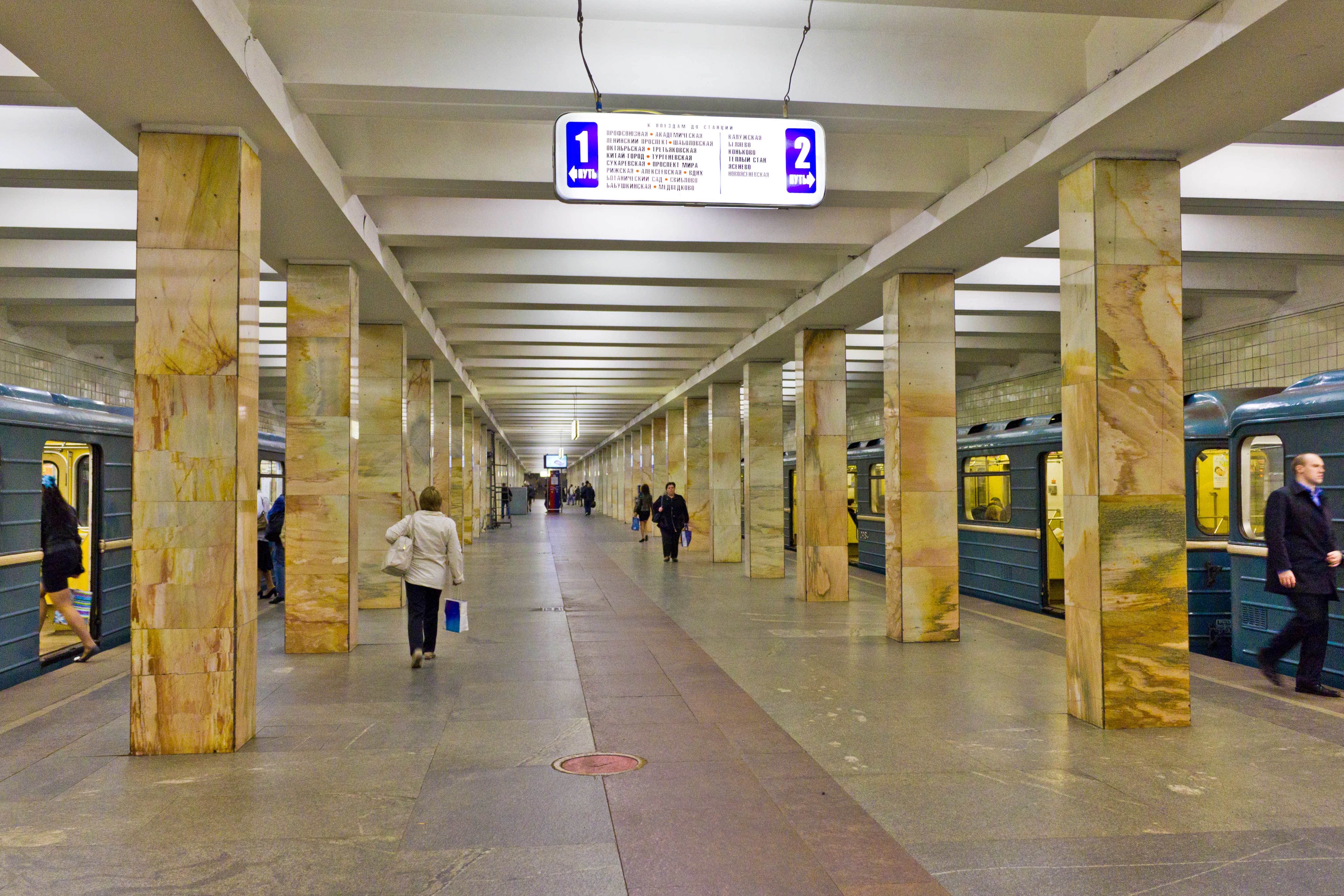
Станция «Новые Черёмушки» Московского метрополитена, типичная станция-«сороконожка» с тремя пролётами

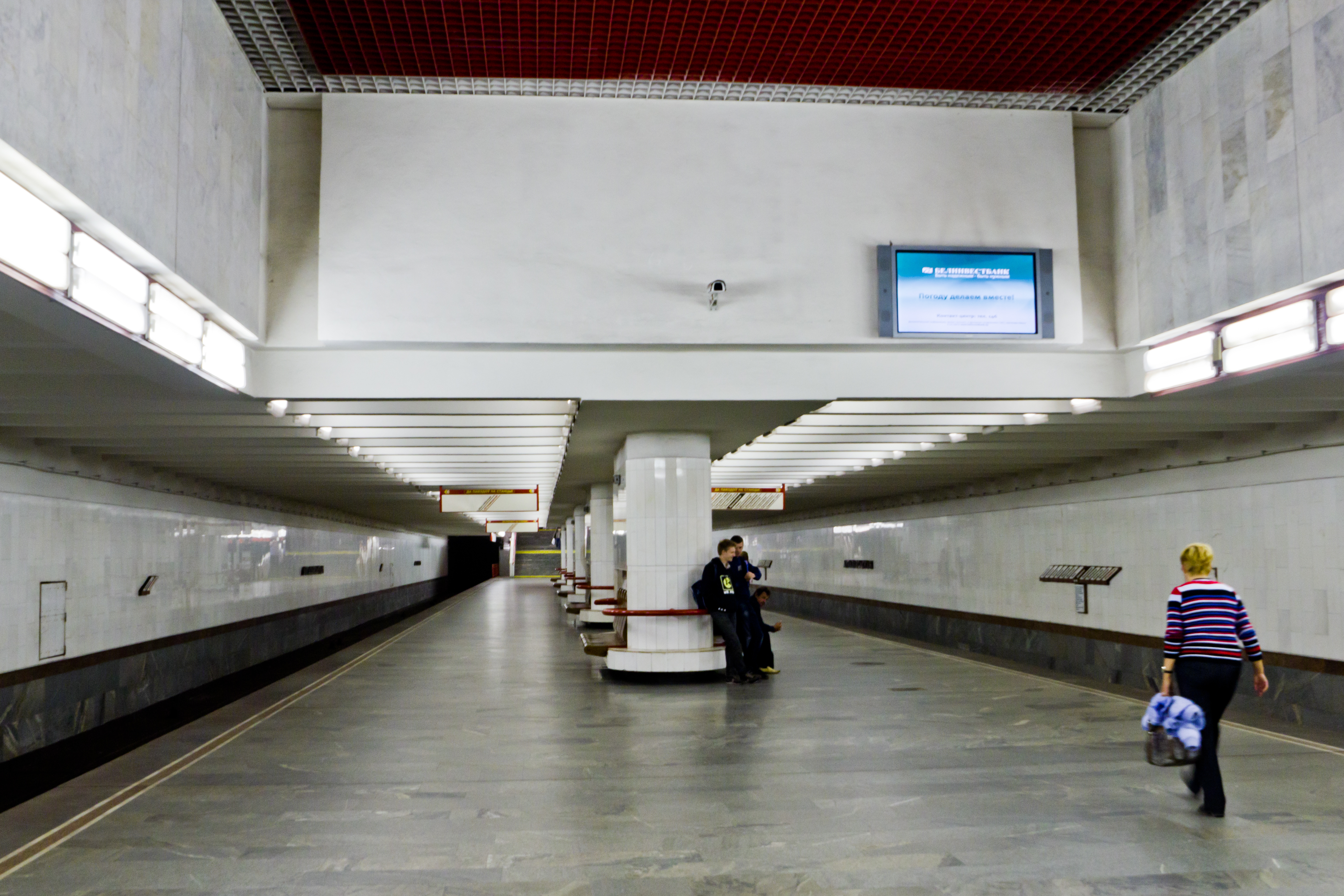
Станция «Автозаводская» Минского метрополитена с двумя пролётами

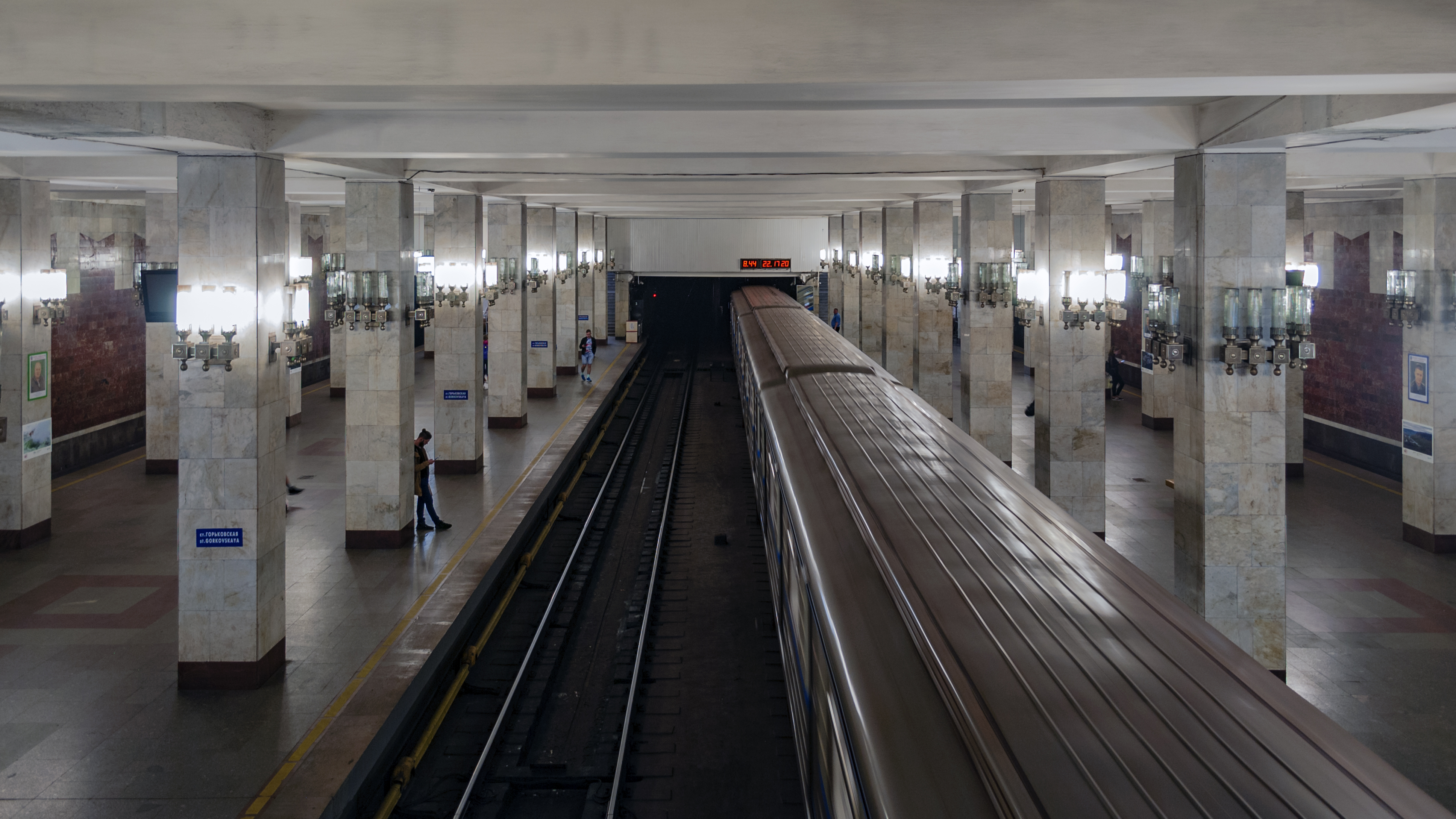
Станция «Московская» Нижегородского метрополитена с пятью пролётами

Коло́нная ста́нция ме́лкого заложе́ния — разновидность станции метрополитена, при сооружении которой применяется открытый способ работ — вскрытие дневной поверхности грунта.
Отличительная особенность колонной станции — наличие дополнительных опор перекрытия: металлических или железобетонных колонн, расположенных параллельно продольной оси станции.
Различаются двухпролётные (с одним рядом колонн), трёхпролётные (с двумя рядами колонн) и многопролётные станции.
Типовая колонная станция мелкого заложения в России — трёхпролётная, из сборных железобетонных конструкций (ЖБК), имеет длину от 102 до 169 метров и шаг колонн от 4 до 6 метров. Поскольку в первом случае потолок поддерживают два ряда колонн по 38 штук в каждом, станции такого типа в народе прозвали «сороконожками». Они были распространены в конце 1960-х — начале 1970-х годов, в дальнейшем колонные трёхпролётные станции строились с двадцатью шестью рядами колонн, а некоторые из них, уже в 1990-х — с двадцатью двумя.
Колонная станция мелкого заложения строится открытым способом из сборных унифицированных ЖБК; шаг колонн 4 м, всего на станции 38 пар колонн — так называемая классическая сороконожка. Расстояние между осями путей 12,9 м, высота перекрытия 4 м, ширина платформы 10 м, расстояние между осями рядов колонн 5,9 м, ширина колонны 500 мм.
Первые колонные станции мелкого заложения в Москве (тогда ещё не из сборного, а из монолитного железобетона) появились в 1935 году на первой очереди метро: двухпролётная «Красносельская», четырёхпролётная «Улица Коминтерна» (ныне «Александровский сад») и трёхпролётные «Сокольники», «Комсомольская» (радиальная), «Дворец Советов» (ныне «Кропоткинская»), «Парк культуры», «Арбатская» и «Смоленская». А первой станцией-«сороконожкой» из сборного железобетона в Москве стала «Первомайская».
Помимо типовых, имеются и станции, построенные по специальному проекту. В них, например, один из пролётов перекрытия может быть заменён монолитным сводом («Московская» в Самаре, «Сибирская» в Новосибирске). В отдельных случаях ряд колонн может замещаться несущей стеной. Подобная двухзальная многопролётная станция «Каширская» в Москве была сооружена для осуществления удобной кросс-платформенной пересадки. В последнее время появляются также станции не из сборных ЖБК, а из монолитного железобетона («Площадь Тукая» в Казани).
Типовая колонная станция мелкого заложения имеет два вестибюля с обоих торцов станции, чаще всего совмещённых с подуличными переходами.
Для многих зарубежных метрополитенов типовой колонной станцией является двухпролётная станция с металлическими колоннами (Нью-Йорк, Берлин и другие).
Также распространённым типом колонной станции мелкого заложения за рубежом является двухуровневая станция с распределительным залом — конкорсом. В подобной станции выходы из подуличных переходов ведут в конкорс на верхнем уровне, заменяющий собой вестибюли, откуда уже пассажиры спускаются на платформу станции. Типичные двухуровневые станции с конкорсом имеются в Гонконгском метрополитене. Подобия этого типа станции имеются и в странах бывшего СССР: «Демиевская» в Киеве и «Метростроителей» в Харькове.
В Петербурге, в условиях сложных грунтов на малой глубине и обширной зоны плотной городской застройки центра, имеется небольшое количество станций мелкого заложения, все — колонные: «Автово», «Ленинский проспект», «Проспект Ветеранов», «Дунайская», «Зенит». Станция «Автово» построена по спецпроекту и имеет один наземный вестибюль, а «Ленинский проспект» и «Проспект Ветеранов» — типовые «сороконожки».
В Самаре из десяти станций семь — колонного типа: «Алабинская», «Российская», «Московская», «Гагаринская», «Спортивная», «Советская», «Безымянка». Из них «Московская» имеет монолитный свод, а «Российская» с одним рядом колонн, остальные — «сороконожки».